# جی‌آی‌زد
جی‌آی‌زد (انگلیسی: Deutsche Gesellschaft für Internationale Zusammenarbeit) شرکت دولتی خدمات حرفه‌ای آلمانی است، که در سال ۲۰۱۱ تأسیس شد.
جی‌آی‌زد آژانس توسعه اصلی آلمان است. دفتر مرکزی آن در بن و اشبورن قرار دارد و خدماتی را در زمینه همکاری‌های توسعه بین‌المللی و کار آموزش بین‌المللی ارائه می‌دهد. هدف خودخوانده این سازمان ارائه راه‌حل‌های مؤثری است که چشم‌اندازهای بهتری را برای مردم فراهم می‌کند و شرایط زندگی آنها را به‌طور پایدار بهبود می‌بخشد.
طبق گزارش او‌ئی‌دی‌سی، کل کمک‌های رسمی توسعه‌ای آلمان در سال ۲۰۲۲ به دلیل افزایش هزینه‌های پناهندگان اهداکنندگان و افزایش کمک‌ها به سازمان‌های بین‌المللی افزایش یافته است. این مبلغ که در سال ۲۰۲۲ به ۳۵ میلیارد دلار آمریکا رسید، ۰٫۸۳٪ از درآمد ناخالص ملی را تشکیل می‌دهد.
طرف اصلی کمیسیون جی‌آی‌زد، وزارت همکاری اقتصادی و توسعه فدرال آلمان  است. سایر کمیسیونرها شامل نهادهای اتحادیه اروپا، سازمان ملل متحد، بخش خصوصی و دولت‌های سایر کشورها هستند. جی‌آی‌زد در پروژه‌های خود با شرکایی در دولت‌های ملی، بازیگران بخش خصوصی، جامعه مدنی و مؤسسات تحقیقاتی همکاری می‌کند. علاوه بر این، جی‌آی‌زد با همکاری آژانس فدرال اشتغال آلمان، مرکز مهاجرت و توسعه بین‌المللی را اداره می‌کند، آژانسی متخصص در فعالیت‌های همکاری بین‌المللی مربوط به تحرک جهانی نیروی کار.
جی‌آی‌زد در اول ژانویه ۲۰۱۱، از طریق ادغام سه سازمان توسعه بین‌المللی آلمان تأسیس شد. این ادغام توسط دیرک نیبل، وزیر توسعه فدرال از سال ۲۰۰۹ تا ۲۰۱۳، نظارت می‌شد. جی‌آی‌زد یکی از بزرگ‌ترین آژانس‌های توسعه جهان است که حجم تجارت آن در سال ۲۰۱۹ بیش از ۳٫۱ میلیارد یورو و همچنین ۲۲۱۹۹ کارمند در بیش از ۱۲۰ کشور جهان دارد.